# Robin zbojník
Robin zbojník aneb Pohádka o deseti obrazech je 15. divadelní hra autorů Jana Wericha a Jiřího Voskovce v Osvobozeném divadle. 
Premiéra této hry byla  23. září 1932 v režii Jindřicha Honzla, hudba Jaroslav Ježek, balet a choreografie Joe Jenčík, výprava a kostýmy František Zelenka a dočkala se 82 repríz

## Historie
Tuto hru o zbojníkovi Robinovi filmovým fanouškům V+W ovlivnil film v podání zbožňovaného Douglase Fairbankse a film se i připomene upíří postavou Draculy. Z francouzských překladů staroanglických balad o Robinu Hoodovi se autoři seznámili s postavou legendárního zbojníka, připomínající slovenského Jánošíka a rozhodli se zpracovat dobrodružně-romantický námět ve středověkou romantickou revui. Už její umístění v Anglicku do dřevních dob na paměť shakespearovskou divadelní čaromoc, kterou v pohádce připomene skřítek Puk. Ale jinak V+W celý příběh počeštili, zvláště za vydatné hudební spolupráce Jaroslava Ježka. Odtud má dobrý král Eduard za bratra Boleslava Ukrutného, odtud mají zbojníci domácí jména, jako je jiráskovský Šarlat. Ještě víc než v Juanovi vylíčili titulního hrdinu jako hrdinu na ruby, když z něho udělali hypochondra a ustrašence, který se stane hrdinou proti své vůli, jen souhrou náhod a nečekaných situací. Zbojníkův stín v pohádkovém příběhu vyvolala touha po spravedlnosti, kterou si lidová moudrost odevždy promítala do pohádkové poezie. V+W se stále ještě bránili, aby jejich časové divadle netratilo svůj nejvlastnější půvab: všemocnost divadelní imaginace. Osvobozené divadlo chtělo zůstat za každou cenu především divadlem.

## Osoby a premiérové obsazení
| Dobrý král Edward                        | E. Bolek        |
| Boleslav Ukrutný, jeho bratr             | B. Záhorský     |
| Sheriff Nottinghamský                    | F. Černý        |
| Lady Johanna, jeho schovanka             | N. Bártů        |
| Lord Broadcasting, později Robin Zbojník | M. Nedbal       |
| Malý Jan, zbojník                        | V. Trégl        |
| Šarlat, zbojník                          | F. Filipovský   |
| Skřítek Puk                              | I. Lechnýřová   |
| Dracula                                  | V. Trégl        |
| Barnabáš, řečený Roura                   | J. Voskovec     |
| Hubert, řečený Trouba                    | J. Werich       |
| Sbor zbojníků, čarodějnice               | Jenčíkovy girls |

Děje se v Anglicku v dobách dřevních

## Děj
Hra začíná ve vojenském táboře krále Edwarda, který pověřil sheriffovu schovanku Lady Johannu, aby v době jeho nepřítomnosti hlídala odznaky královské moci. Král se rozkmotří se svým bratrem Boleslavem Ukrutným a zbaví ho velení svých vojsk, které se sešlo v zuboženém stavu v počtu pouhých 150 lidí. Do vojska se srdnatě hlásí i Lord Broadcasting, ale je odmítnut pro svou fyzickou nezpůsobilost. Král ho proti vůli Lady Johanny s ní ožení. Ta ho ale nechce kvůli jeho pleši a opustí ho zpět ke svému poručníkovi. Broadcastovu pleš vyřeší Puk, když mu dá zbojnický zelený klobouk. Boleslav Ukrutný touží po převratu a převzetí moci za nezvěstného krále a organizuje polapení neznámého zbojníka z místních lesů. Přemlouvá lady Johannu, aby mu vydala odznaky královské moci, což ona odmítá. Proti stoupajícímu násilí zasáhne Robin zbojník, který Lady Johannu ochrání, ale sám upadne do zajetí a chystá se jeho pověšení. Malý Jan v převlečení za mnicha Robina osvobodí. Zde do hry vstupují V+W jako Trouba a Roura, kteří si střídavě hrají na pána a sluhu. Johanna odevzdá svému zachránci královský paraf a Robin slíbí, že se o něj  bude starat místo ní. Puk odvedl Johannu do sherwoodského lesa k Zkroucenému stromu, kde se schází zbojníci a vyčkávají sheriffa a Boleslava na lukostřelecký souboj. Ten pochopitelně vyhraje Robin s pomocí Pukových kouzel, ale nakonec se na scéně objeví vracející se král Edward a po zásluze vyhraje.

## Hudba
Písně ze hry: Balada o Zbojníku Robinovi, Zbojnická polka, Na shledanou v lepších časech, Chybami se člověk učí, Čarostřelecká arie, Proč nemohu spát, Polka specielně aktuální.

### Nahrávky
Některé písně a orchestrální skladby byly v roce 1932 zaznamenány na gramofonové desky firmy Ultraphon:
1. Biguine hydroplane (Biguine v hydroplánu), Jaroslav Ježek, orchestrální verze, dirigent Jiří Srnka, nahráno 4. 10. 1932
2. Chybami se člověk učí (When Yuba Plays The Rhumba On The Tuba), Herman Hupfeld / Voskovec a Werich, zpívají V+W, dirigent Karel Ančerl, nahráno 4. 10. 1932
3. Polka specielně aktuelní, Jaroslav Ježek / Voskovec a Werich, zpívají V+W, dirigent Jiří Srnka, nahráno 4. 10. 1932
4. Proč nemohu spát, Jaroslav Ježek / Voskovec a Werich, zpívají V+W a sbor, dirigent Karel Ančerl, nahráno 5. 11. 1932
5. Nashledanou v lepších časech, Jaroslav Ježek, zpívají V+W, dirigent Karel Ančerl, nahráno 5. 11. 1932[1][2]